# В'ячеслав Посмак
В'ячеслав Посмак (рум. Veaceslav Posmac, нар. 7 листопада 1990, Кишинів) — молдовський футболіст. Виступає в Молдовському національному дивізіоні у складі кишинівської «Дачії».

## Біографія
Професійна кар'єра В'ячеслава починалася у 2009 році в селі Суручень, де виступав за місцевий «Сфинтул Георге». Провівши там три сезони Посмак, у 2012 році, стає гравцем «Дачії». На сьогодні є постійним гравцем основного складу. З 2013 року залучається до лав Національної збірної Молдови.

## Досягнення
- Чемпіон Молдови (4) :

«Шериф»: 2017, 2018, 2019, 2020-21
- Володар Кубка Молдови (1):

«Шериф»: 2018-19